# Caulerpa racemosa
Espèce
La Caulerpe raisin ou Caulerpe à billes, Caulerpa racemosa, est une espèce d'algues vertes de la famille des Caulerpacées. On la trouve dans les eaux peu profondes de nombreuses mers du monde. Il existe un grand nombre de formes différentes dont une variété apparue en 1990 en Méditerranée dont le caractère invasif est préoccupant.

## Description
Un plant de C. racemosa consiste en plusieurs frondes liées à des stolons ancrés dans le substrat sableux par des rhizoïdes. Les frondes sont distante de quelques centimètres et peuvent mesurer jusqu'à 30 cm. De nombreuses pousses latérales sphériques ou ovoïdes se ramifie depuis les frondes et qui donnent son nom de « caulerpe raisin » à cette algue. Comme les autres membres de l'ordre des Bryopsidales, chaque individu de C. racemosa consiste en une unique cellule énorme avec un grand nombre de noyaux. Le chloroplaste contenant la chlorophylle sont libres de se déplacer depuis les parties de l'organisme vers une autre et un réseau de protéines fibreuses aide le mouvement des organites.

## Taxinomie
Il existe environ 75 espèces de caulerpes (Caulerpa sp.). Elles font souvent preuve de polymorphisme, présentant différentes formes de croissances dans des habitats différents ce qui les rend difficiles à identifier. Caulerpa racemosa, C. laetevirens and C. peltata forment un complexe d'espèces cryptiques. Un certain nombre de formes et de variétés de C. racemosa sont décrites mais des études complémentaires sont nécessaires pour clarifier leur relation phylogénétique exacte,.

### Synonymes
Caulerpa racemosa admet de nombreux synonymes considérés comme des noms invalides :
- Caulerpa clavifera (Turner) C.Agardh, 1817
- Caulerpa feldmannii Rayss & Edelstein, 1960
- Caulerpa racemosa var. clavifera (C. Agardh) Weber-van Bosse, 1909
- Caulerpa racemosa var. uvifera (C. Agardh) J. Agardh, 1873
- Caulerpa uvifera (Roth) C.Agardh, 1817
- Chauvinia clavifera (Turner) Bory de Saint-Vincent, 1829
- Fucus clavifer Turner, 1807
- Fucus racemosus Forsskål, 1775
- Fucus uvifer Turner, 1811 [5]

## Distribution

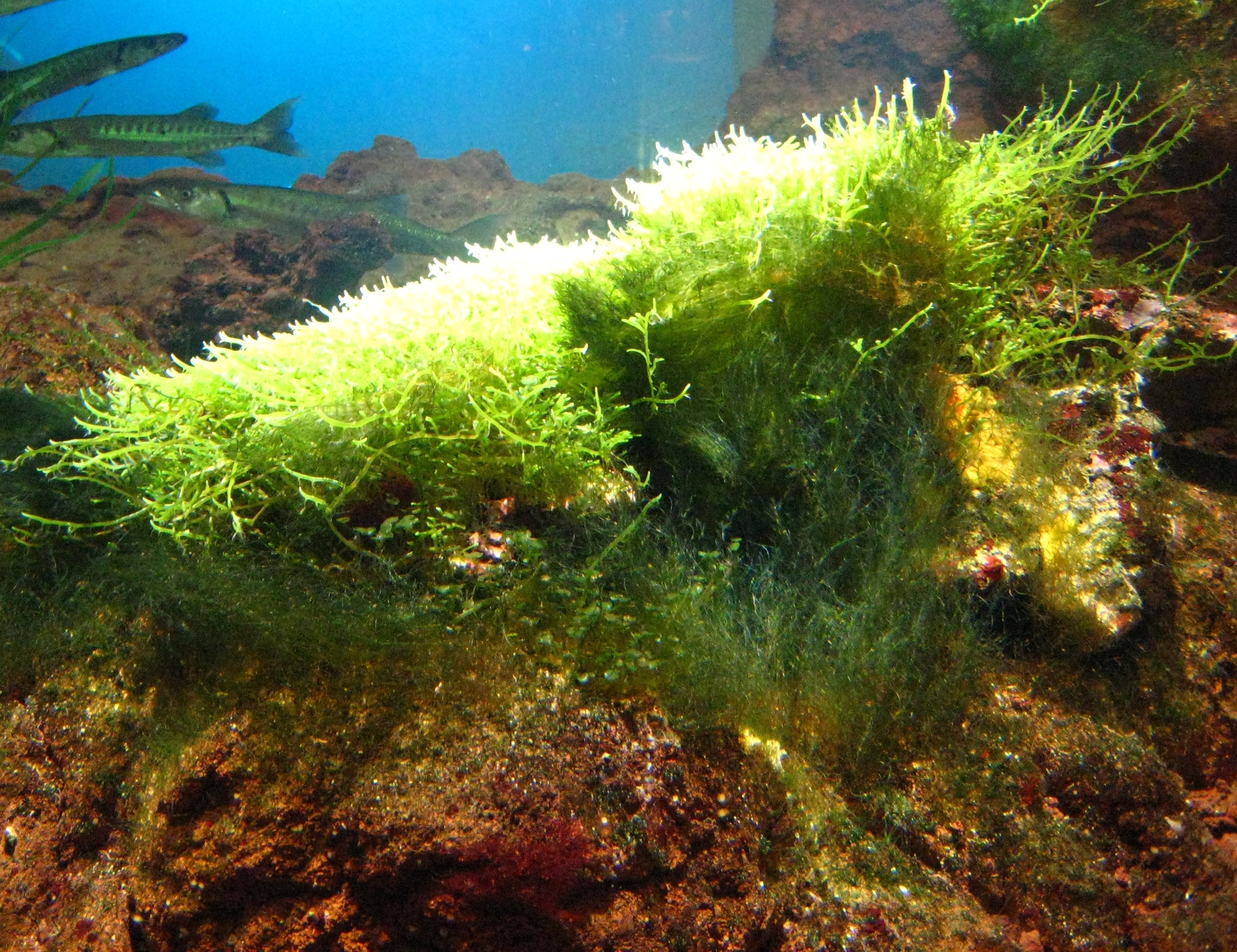
Une variété de C. racemosa

C. racemosa est largement répartie dans les eux peu profondes des zones tempérés et tropicales. En 1962 une nouvelle forme de l'algue est signalée au large de la Tunisie, immigrant probablement de la mer Rouge, et s'est répandu très à l'est de la mer Méditerranée. En 1990, une nouvelle forme, plus grande avec deux rangs de frondes de chaque côté du stipe a été identifiée au large de la Libye. Elle s'est largement répandue, envahissant la majorité de la Méditerranée, dépassant l'aire de répartition de l'espèce invasive Caulerpa taxifolia. Elle est nommée C. racemosa var. cylindracea et est peut-être originaire des côtes australiennes. En Amérique C. racemosa est présent dans les eaux peu profonde de la mer des Caraïbes, autour des Bermudes et le long de la côte Est américaine de la Floride jusqu'au Brésil.

## Biologie
En Méditerranée, la croissance débute en avril quand les stolons se développent et les stipes commencent leur pousse. Elle continue jusqu'à décembre après quoi les plants déclinent et se mettent en état de dormance.
C. racemosa se multiplie végétativement par fragmentation. Lorsque des morceaux de l'algue sont cassés, ils se développent en un nouvel individu. Des bouts de tissus de quelques millimètres à peine suffise à cette méthode de reproduction.
C. racemosa peut également se reproduire sexuellement en faisant preuve d'holocarpie. Cela signifie que l'intégralité du cytoplasme de l'individu est utilisé dans la création de gamètes sexuelles et que seul reste les parois de l'algue originale. Les individus sont monoïques avec des gamètes mâles et femelles produites par la même algue puis disséminer dans la colonne d'eau où ils s’agglutineront pour former des zygotes sphériques. Ils se fixent et produise après cinq semaines un tube qui s'allongera pour se développer en un nouvel individu.
Des reproductions de masse se déroulent dans la mer des Caraïbes, généralement avant l'aube. Il y a eu 39 reproduction massive pendant une période de 125 jours. Les jours d’occurrence du phénomène n'ont pas mis en évidence un lien avec les cycles lunaires ou des marées.